# Tostão contra o milhão
Tostão contra o milhão foi o lema utilizado pela chapa Jânio Quadros - Porfírio da Paz em sua campanha eleitoral vitoriosa para, respectivamente, a prefeitura e a vice-prefeitura do município de São Paulo em 1952, a fim de classificar os candidatos como representantes dos interesses das camadas mais pobres da população (o tostão), frente a um governo geralmente comandado exclusivamente pelos mais ricos (o milhão).